# アウマクア
アウマクア（ハワイ語: ʻAumakua）はハワイ先住民の自然崇拝・多神教の宗教で、家族または個人が自分の先祖が化身したと信じた身近なあるいは珍しい生き物、植物、物体などを守護神としていたものを指す。 
アウマクアは具体的に、次の形を取ることがあり得る。
- ホヌ (honu)： アオウミガメ (en:Green sea turtle)
- モオ (moʻo)： ヤモリ (en:gecko)、トカゲ (en:lizard)、龍 (en:dragon)
- プエオ (pueo)： プエオ (en:short-eared owl) -  (オアフ島マノア、 ハワイ島カウとプナで)
- マノ (manō)： サメ (en:shark) - (カウアイ島を除く全島で)
- アララ (ʻalalā)： ハワイガラス (en:Hawaiian crow) (ハワイ島で)
- イオ (ʻio)： ハワイノスリ (en:Hawaiian hawk) - (ハワイ島で)
- エレパイオ (ʻelepaio)： カササギヒタキ (en:monarch flycatcher) - (カヌー作り手の女神)
- イイヴィ (ʻiʻiwi)： ハワイミツスイ (honeycreeper) - (この鳥の羽毛は様々に利用された)
- アラエウラ (ʻalae ʻula)：ハワイ・バン（鷭）(en:Hawaiian gallinule) - (この鳥の鳴き声は不吉と言われていた)
- ヘエ (heʻe)： タコ (en:octopus)
- プヒ (puhi)：ウツボ (en:moray_eel)
- イオレ (ʻiole)： ノネズミ (en:rat)
- イオレ・リイリイ (ʻiole liʻiliʻi)： ネズミ (en:mouse)
- イリオ (ʻīlio)： イヌ (en:dog)
- ペエルア (peʻelua)/エヌヘ (ʻenuhe)/ヌヘ (nuhe)/アヌヘ (ʻanuhe)/ポコ (poko)： ケムシ (en:caterpillar)
- ポハク (pōhaku)： 岩石 (rock)
- レホ (leho)： タカラガイ (en:cowry)
- アオ (ao)： 雲 (en:cloud)
- メアカヌ (mea kanu)：植物 (en:plant)

## 参照項目
- ハワイ神話
- ハワイ先住民